# 田代桂子
田代 桂子 (たしろ けいこ) は、日本の実業家。大和証券グループ本社取締役兼執行役副社長、大和証券代表取締役副社長、大和総研取締役。

## 人物
1986年早稲田大学政治経済学部卒業後、大和証券入社。1991年スタンフォード大学経営学修士。
2005年大和証券ダイレクト企画部長、2009年大和証券執行役員、2011年大和証券キャピタル・マーケッツ執行役員、2013年大和証券グループ本社常務執行役員・大和証券キャピタル・マーケッツ アメリカホールディングスInc.会長、2014年大和証券グループ本社取締役兼常務執行役、2016年大和証券グループ本社取締役兼専務執行役・大和証券専務取締役、2019年大和証券グループ本社取締役兼執行役副社長・大和証券代表取締役副社長。2020年経済同友会副代表幹事。